# Mohamed El-Sayed
Mohamed El-Sayed (Durkhan, Catar; 27 de enero de 1987) es un futbolista de Catar que juega en la posición de extremo con el Al-Shamal SC de la Liga de fútbol de Catar.

## Carrera

### Club
| Periodo   | Club                    | Apariciones | Goles |
| --------- | ----------------------- | ----------- | ----- |
| 2007–2012 | Umm-Salal SC            | 82          | 4     |
| 2012–2016 | El Jaish SC             | 53          | 2     |
| 2014–2015 | → Umm-Salal SC (cedido) | 22          | 2     |
| 2016–2019 | Umm-Salal SC            | 33          | 3     |
| 2019–2021 | Al-Khor SC              | 24          | 0     |
| 2021–     | Al-Shamal SC            | 0           | 0     |

### Selección nacional
Debutó con Catar en 2010, ha anotado 5 goles en 42 partidos, participó en los Juegos Asiáticos de 2010 y en la Copa Asiática 2011.

## Logros
- Liga de fútbol de Catar (1): 2012-13
- Copa del Emir de Catar (1): 2008
- Copa del Jeque Jassem (1): 2009
- Copa de Catar (2): 2014, 2016

## Estadísticas

### Goles con selección nacional
| # | Fecha      | Sede                           | Rival   | Marcador | Resultado | Torneo                                               |
| - | ---------- | ------------------------------ | ------- | -------- | --------- | ---------------------------------------------------- |
| 1 | 16-1-2011  | Doha, Catar                    | Kuwait  | 2–0      | 3–0       | Copa Asiática 2011                                   |
| 2 | 6-9-2011   | Doha, Catar                    | Irán    | 1–1      | 1–1       | Clasificación para la Copa Mundial de Fútbol de 2014 |
| 3 | 8-1-2013   | Riffa, Baréin                  | Omán    | 2–1      | 2–1       | Copa de Naciones del Golfo de 2013                   |
| 4 | 9-10-2013  | Doha, Catar                    | Vietnam | 1–0      | 1–2       | Amistoso                                             |
| 5 | 15-11-2013 | Al Ain, Emiratos Árabes Unidos | Yemen   | 4–1      | 4–1       | Clasificación para la Copa Asiática 2015             |